# Orde del Salvador
L'Orde del Redemptor (grec, Τάγμα του Σωτήρος), més coneguda com l'Orde del Salvador, és un orde de mèrit de Grècia. L'Orde del Redemptor és la més antiga i més alta distinció de l'estat grec modern.

## Establiment
L'establiment de l'Orde del Salvador va ser decidida per la Quarta Assemblea Nacional a Argos en 1829, durant el darrer anys de la Guerra d'independència de Grècia. La decisió no es va posar en pràctica immediatament, però, i el decret corresponent va ser signat a Nafplio pel Consell de Regència (Josef Ludwig von Armansperg, Karl von Abel i Georg Ludwig von Maurer) em nom del rei Otó el 20 de maig de 1833. D'acord amb el decret de creació, el nom de l'Orde "haura de recordar, per l'assistència divina miraculosa i fortuïtament aconseguida, la salvació de Grècia".

## Graus i criteris
Des del seu establiment en 1833, i de la mateixa manera que els altres ordes de mèrit grecs, l'Orde del Salvador té cinc classes:
- Gran Creu ('Μεγαλόσταυρος') - porta la insígnia de l'Orde en una faixa a l'espatlla dreta, i l'estrella de l'Orde al pit esquerre;
- Gran Comanador ('Ανώτερος Ταξιάρχης') - porta la insígnia de l'Orde en un collaret, i l'estrella de l'Orde al pit esquerre ;
- Comanador ('Ταξιάρχης') - porta la insígnia de l'Orde en un collaret;
- Creu d'Or ('Χρυσούς Σταυρός') - porta la insígnia en una cinta al pit esquerre ;
- Creu d'Argent ('Αργυρούς Σταυρός') - porta la insígnia en una cinta al pit esquerre .

D'acord amb el decret original, l'Orde havia de ser atorgat als ciutadans grecs que havien pres part en la Guerra de la Independència, o qui s'hagués distingit d'ara endavant en qualsevol branca del servei públic, en l'exèrcit i la marina, al cos diplomàtic i judicial, en l'administració pública, en les arts, la ciència, l'agricultura i la indústria, el comerç, o es distingissin en qualsevol altre camp social amb excepcional virtut cívica, i amb serveis d'il·lustres al Tron, per la glòria del Nom Hel·lènic i pel benestar de la pàtria, mentre que els estrangers eren admesos o bé pels serveis passats a Grècia, o per la seva capacitat per portar honor a l'Orde, a través de les seves virtuts personals i excel·lència.
El decret original establia límits específics sobre el nombre de guardonats: mentre que la Creu de Plata podria adjudicar a voluntat, la creu d'or era limitada a 120, els comanadors a 30, Grans Comanandors a 20, i les Grans Creus a 12. Els receptors estrangers, així com prínceps de la família reial grega no hi comptaven. En l'actualitat la Gran Creu es concedeix únicament als caps d'estat estrangers.
El primer guardonat amb la Gran Creu de l'Orde del Salvador fou el rei Lluís I de Baviera, pare del rei Otó, en 1833. Altres receptors distingits foren Andreas Miaoulis en 1835, el baró Guenther Heinrich von Berg el 21 de febrer de 1837 Petrobey Mavromichalis, Aléxandros Mavrokordatos i Lazaros Kountouriotis en 1836, Andreas Zaimis, Theodoros Kolokotronis i Georgios Kountouriotis en 1837, i Konstandinos Kanaris en 1864.

## Insígnia
La forma de la insígnia ha estat alterada en diverses ocasions des de la creació de l'Orde, el canvi més evident és l'eliminació de la corona durant els períodes de govern republicà. La forma actual de l'Orde es regula pel Decret Presidencial 849/1975 (ΦΕΚ 273 Α/1975.04.12).
El decret original de 1833 va descriure la insígnia de l'Orde com a consistent en una creu de Malta de blanc esmaltat (plata de la creu de plata, d'or per als graus superiors), coronada per una corona, situada en una zona coronada de flors de color verd esmaltat, la meitat de branca de roure i l'altra meitat de llorer. A l'anvers apareix una creu blanca sobre un fons blau (l'escut d'armes de Grècia) amb les armes bavareses d'Otó en un escussó al centre, envoltat per aquesta inscripció en l'anell exterior: Η ΔΕΞΙΑ ΣΟΥ ΧΕΙΡ, ΚΥΡΙΕ, ΔΕΔΟΞΑΣΤΑΙ ΕΝ ΙΣΧΥΙ ("la vostra mà dreta, Senyor, ha estat magnificada en el poder", Èxode, 15:6). Al revers apareix un retrat d'Otó amb la inscripció circular: ΟΘΩΝ, ΒΑΣΙΛΕΥΣ ΤΗΣ ΕΛΛΑΔΟΣ ("Otó, Rei de Grècia").
Després de la deposició d'Otto el 1863, el seu retrat va ser retirat i substituït per una icona de Jesús, el Redemptor de la soteriologia ortodoxa cristiana. Això va donar com a resultat l'ús d'aquest costat com anvers, amb l'escut d'armes nacional (purgat de l'escut de Baviera) relegats al revers, i les inscripcions corresponentment van canviar: la inscripció de l'anvers es va mantenir en el seu lloc, i el reves va arribar per oferir un nova inscripció: Η ΕΝ ΑΡΓΕΙ Δ´ ΕΘΝΙΚΗ ΤΩΝ ΕΛΛΗΝΩΝ ΣΥΝΕΛΕΥΣΙΣ - 1829 ("La IV Assemblea Nacional dels Hel·lènics a Argos - 1829").
L'estrella de l'Orde és d'argent de vuit puntes amb el mateix disc central com a la insígnia de l'Orde. Al principi les estrelles eren brodades, però amb el temps es van fer de plata massissa, una pràctica que encara continua actualment.
La cinta de l'orde és blau clar amb vores blanques, reflectint els colors nacionals de Grècia.

## Galeria

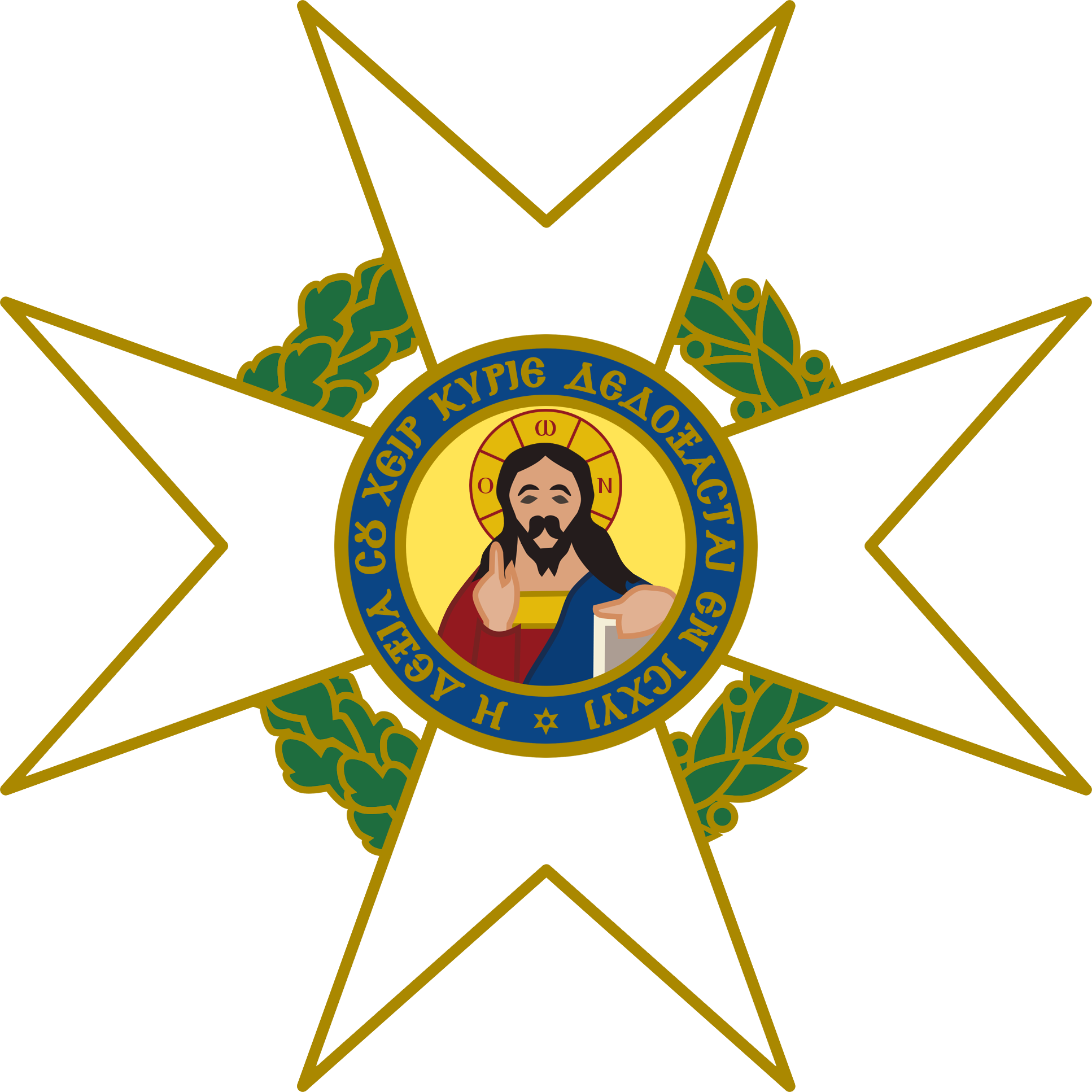
Anvers de la medalla
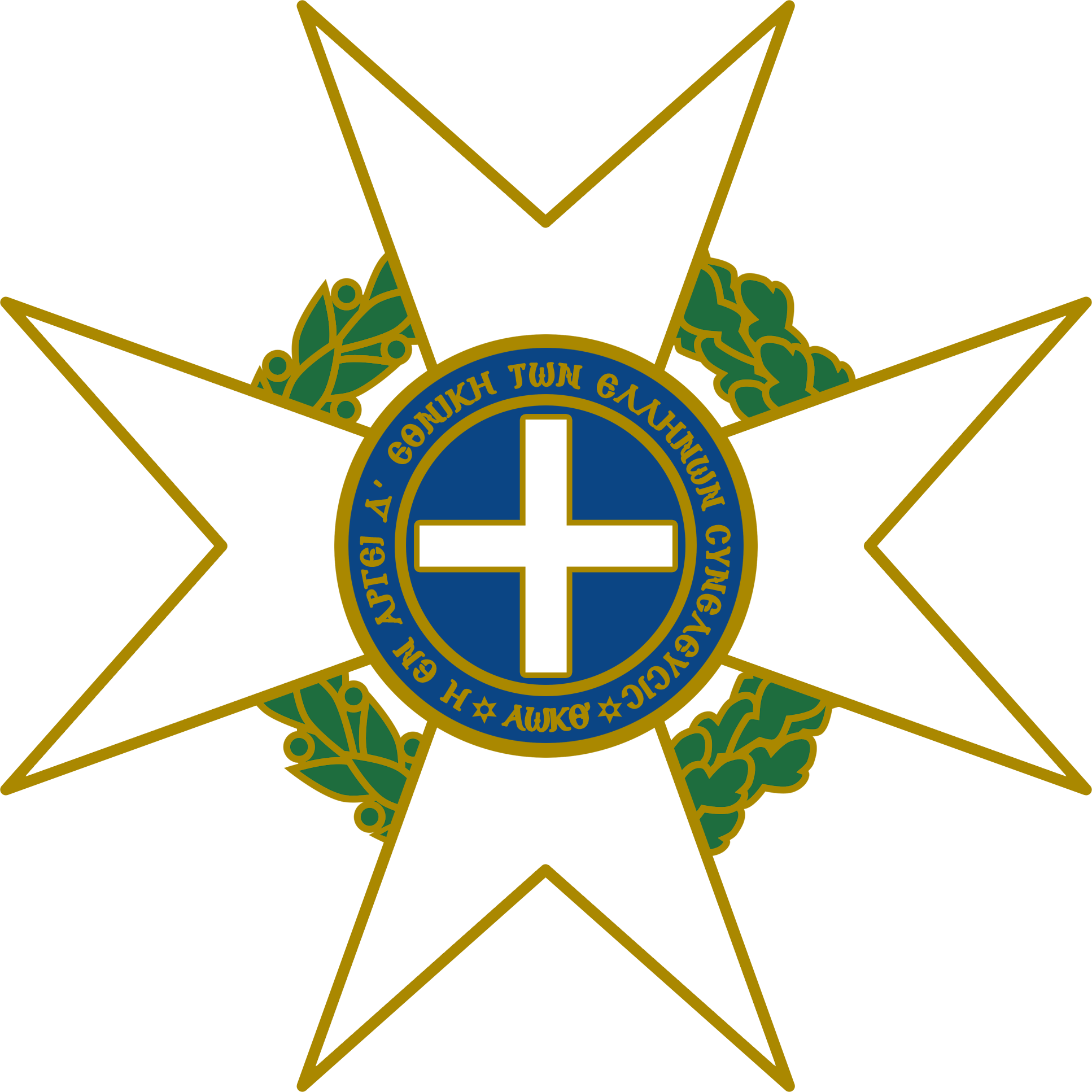
Revers de la medalla
Creu heràldica
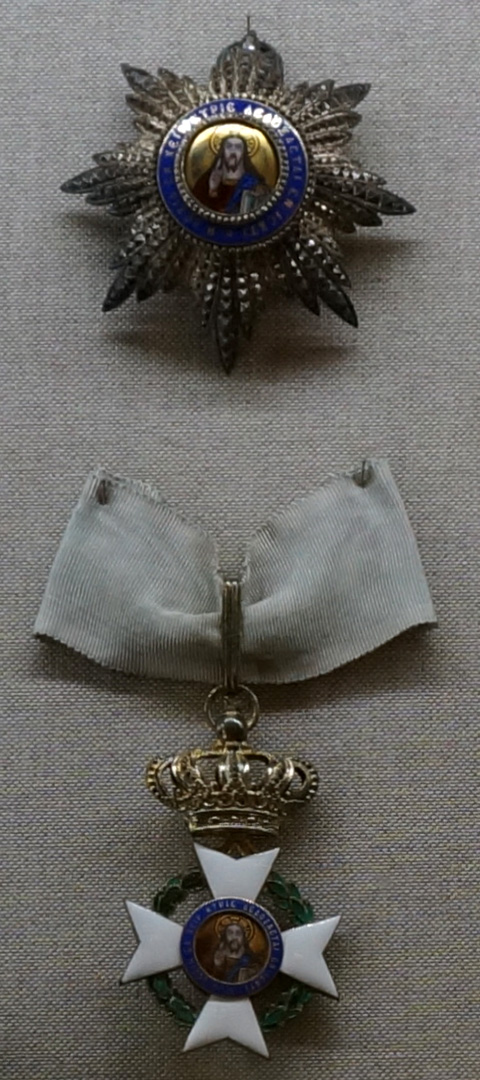
Medalla de Gran Comanador